# Three Choirs Festival

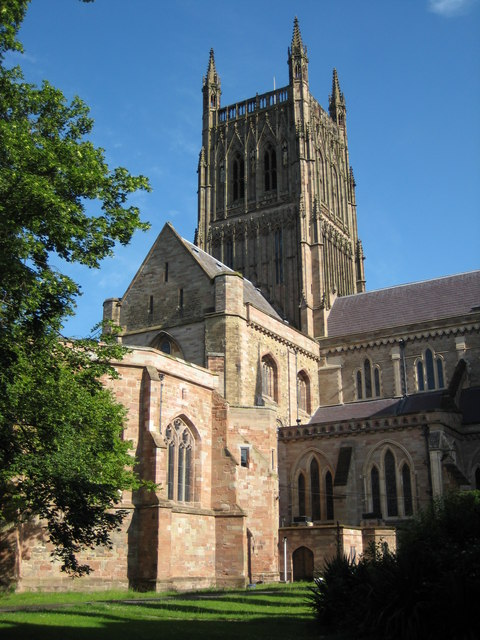
Kathedrale von Worcester

Das Three Choirs Festival ist eines der ältesten Festivals der klassischen Chormusik. Es findet seit dem frühen 18. Jahrhundert jährlich alternierend in den südwestenglischen Städten Worcester, Hereford und Gloucester statt.

## Geschichte

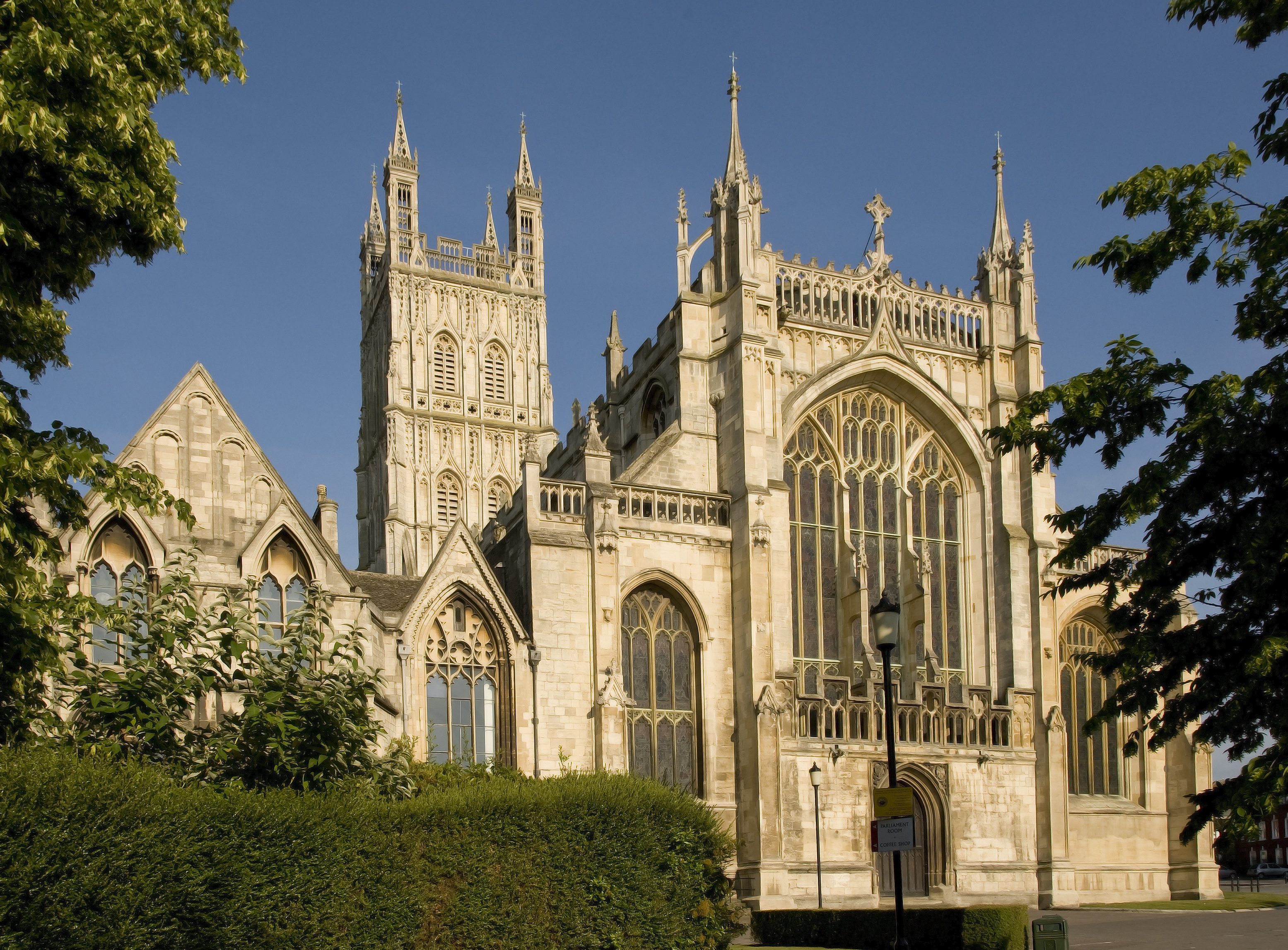
Kathedrale von Gloucester

Der früheste gedruckte Beleg für ein abwechselnd in den Städten Gloucester, Worcester und Hereford stattfindendes jährliches „Music Meeting“ stammt von 1719 (damals in Worcester, 1720 dann Hereford, 1721 Gloucester), legt aber nahe, dass dessen Etablierung bereits einige Jahre früher erfolgt ist. Abgesehen von Unterbrechungen durch Ersten und Zweiten Weltkrieg findet es bis in die heutige Zeit durchgehend statt.
Die anfangs an zwei Tagen im September stattfindenden, von den Chören der Kathedralen der drei Städte getragenen Konzertveranstaltungen wurden immer mehr erweitert und tragen seit 1838 die offizielle Bezeichnung „Three Choirs Festival“. Zentrales Element des mittlerweile einwöchigen, meist im August liegenden Festivals (2017 in Worcester) ist ein allabendliches Chorkonzert in der jeweiligen Kathedrale mit oft groß besetzten Werken der britischen klassischen Chortradition, aber auch anderen, teilweise rein orchestralen Kompositionen. Dabei werden auch internationale Ensembles und Solisten eingeladen. Die Abendkonzerte werden ergänzt durch Tagesprogramme u. a. mit Kammermusik, Lesungen, Theateraufführungen, Vorträgen, Meisterkursen und Ausstellungen.

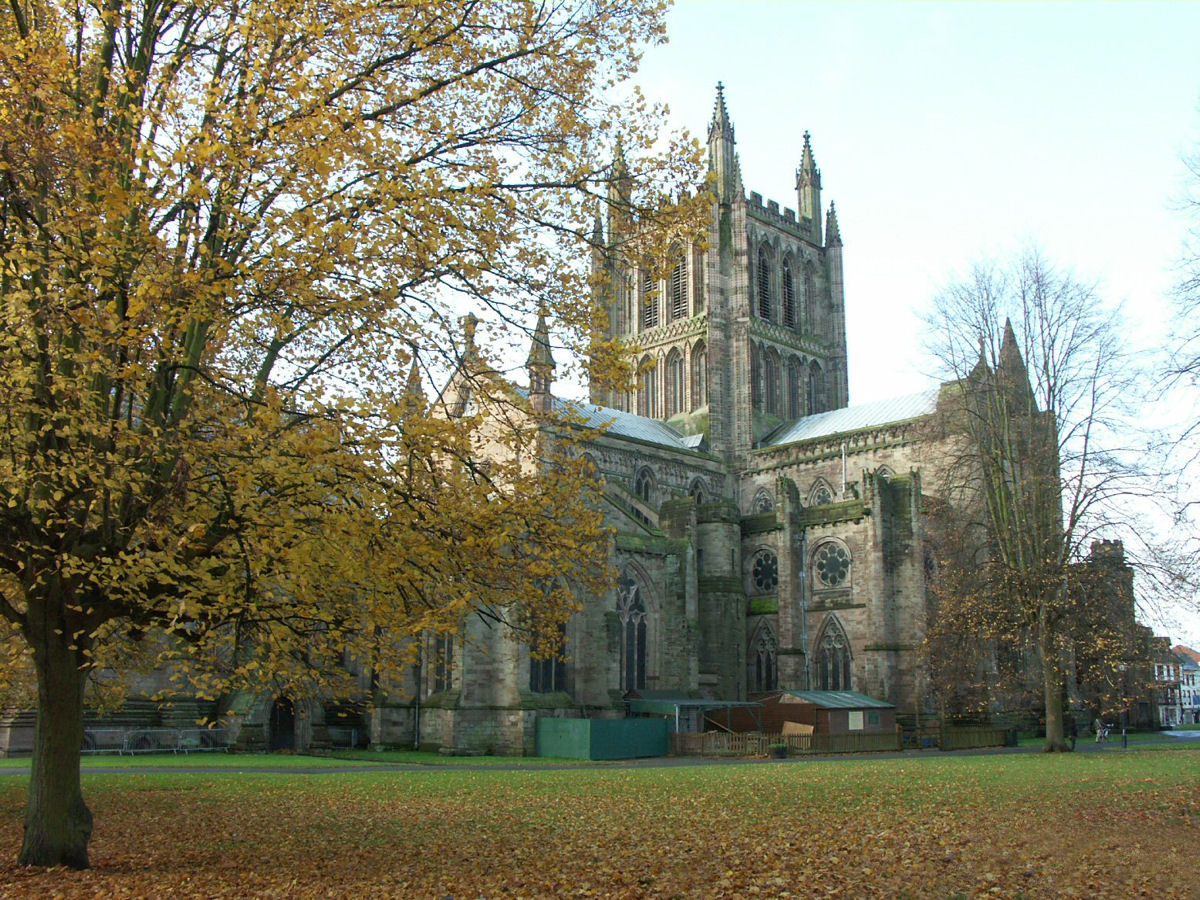
Kathedrale von Hereford

Musikprogramme der Anfänge sind nur spärlich überliefert. 1721 erklangen in Gloucester zwei Te-Deum-Kompositionen von Henry Purcell und William Croft. Dominierte zunächst Musik von Purcell, trat ab den 1730er-Jahren zunehmend der Name Händels mit vielen seiner Oratorien an Purcells Stelle. Der Messias wurde von 1759 bis 1963 jedes Jahr zumindest in Teilen aufgeführt, und auch in der Folge immer wieder gesungen. Ähnlich populär wurde später der Elias von Felix Mendelssohn, der zwischen 1847 und 1929 bei jedem Festival erklang. Daneben wurden ab dem späten 19. Jahrhundert Werke von Edward Elgar wichtiger Programmbestandteil, neben anderen britischen Komponisten wie Ralph Vaughan Williams, Gustav Holst, Herbert Howells, Gerald Finzi, Arthur Bliss, Benjamin Britten, Frederick Delius oder William Walton, in neuerer Zeit etwa Lennox Berkeley, John McCabe, William Mathias, Paul Patterson und James MacMillan. Johann Sebastian Bach erschien mit der Matthäus-Passion 1871 erstmals im Programm.